# Parastoo Ahmadi
Parastoo Ahmadi (en persan : پرستو احمدی), née le 21 mars 1997 à Nowshahr (en), est une chanteuse iranienne. En décembre 2024, son concert du caravansérail, diffusé en direct sur sa chaîne YouTube, connaît une large attention,.

## Biographie
Parastoo Ahmadi est diplômée en réalisation cinématographique de l'université Soore. Elle commence à suivre des cours de solfège et de chant (en musique folklorique et en musique classique) à l'âge de 14 ans.

## Œuvre

### Chanson: «Du sang de la jeunesse de la patrie»
Lors des manifestations consécutives à la mort de Mahsa Amini, pendant l'automne 2022, Parastoo interprète la chanson Az Khoon e Javanan e Vatan ( «Du sang de la jeunesse de la patrie» ). Par conséquent, en octobre 2023, une procédure judiciaire est lancée contre elle,,,.

### L'air de la liberté
En juin 2023 sort « L'air de la liberté », une chanson écrite par Fatemeh Dogoharani. Selon Parastoo Ahmadi, la chanson est un hommage au mouvement « Femme, Vie, Liberté ». Trois mois plus tard, elle est l'objet de poursuites judiciaires. Sa convocation devant le tribunal de sécurité de Téhéran et la confiscation de ses effets personnels freinent ses activités artistiques.

### Le concert du Caravansérail
Le 11 décembre 2024, Parastoo Ahmadi organise le « Concert du caravansérail » dans un caravansérail, sans porter de hijab. Le concert est retransmis en direct sur les réseaux sociaux. À propos de son concert, elle a écrit :
« Je suis Parastoo, une fille qui veut chanter pour les gens que j'aime. C'est un droit que je ne peux pas ignorer : chanter pour la terre que j'adore profondément. Ici, à cet endroit de notre Iran bien-aimé, où l'histoire et nos mythes s'entremêlent, entendez ma voix dans ce concert imaginaire et imaginez cette belle patrie… »
Lors du concert du Caravansérail, Parastoo interprète les morceaux "Sar Kooye Doost", "Aziz Joon", "Kamar Bareek", "Mara Bebos", "Lahze Didar", "Cheh Sazam" et "Az Khoon-e Javanane Vatan". Elle est accompagnée des musiciens Ehsan Beyraghdar au piano, Soheyl Faghih-Nasiri à la guitare, Amin Taheri à la batterie et Amir Ali Pirnia à la basse.

#### Conséquences judiciaires
La justice iranienne annonce que des poursuites judiciaires sont engagées contre Parastoo Ahmadi pour avoir joué de la musique sans autorisation et pour ne pas avoir respecté les « normes légales et religieuses ». Selon l'agence de presse Mizan, des poursuites judiciaires sont aussi engagées contre d'autres personnes liées à l'événement,.
Le 14 décembre, Parastoo Ahmadi est arrêtée quelques heures avant d’être relâchée, de même que son guitariste Soheil Faghih-Nassiri et son pianiste Ehsan Beiraghdar.